# Walter Grösser
Walter Grösser (* 17. Mai 1892 in Krefeld; † 3. August 1987 in Aachen) war ein deutscher Professor der Elektrotechnik.
Er studierte von 1911 bis 1921, unterbrochen vom Ersten Weltkrieg, in Bonn, Jena und an der TH Aachen. Im Mai 1921 wurde er an der Universität Jena mit der Arbeit Die Dämpfungen zweier kapazitiv gekoppelter Schwingungskreise bei vorherrschender Kopplung und über das Ziehen des Zwischenkreisröhrensenders bei kapazitiver Kopplung promoviert.
Von April 1921 bis Ende November 1938 arbeitete er als Assistent, Oberassistent und Oberingenieur am Institut für Elektrotechnik der TH Aachen. Bis 1925 hatte er mit Walter Rogowskis Assistent Eugen Flegler einen Kathodenstrahloszillographen entwickelt. Im Mai 1928 habilitierte er sich für das Lehrgebiet Theoretische Elektrotechnik. Zum 1. Mai 1933 trat er der NSDAP bei (Mitgliedsnummer 2.098.354).
1938 wurde er auf ein Extraordinat für elektrische Fernmeldetechnik berufen und 1941 zum ordentlichen Professor vorgeschlagen. Nach dem Zweiten Weltkrieg durchlief Grösser ein Entnazifizierungsverfahren. Nach der Revision seiner Einstufung konnte er seine Tätigkeit ab 1950 wieder aufnehmen und wurde 1959 zum Ordentlichen Professor für Theoretische Elektrotechnik ernannt und ein Jahr später emeritiert.
Grösser starb 1987 und fand seine letzte Ruhestätte auf dem Aachener Waldfriedhof.